# Vitinica (Federacja Bośni i Hercegowiny)
Vitinica – wieś w Bośni i Hercegowinie, w Federacji Bośni i Hercegowiny, w kantonie tuzlańskim, w gminie Sapna. W 2013 roku liczyła 2831 mieszkańców, z czego większość stanowili Boszniacy.